# William Erskine (historien)
William Erskine (8 novembre 1773 - 28 mai 1852) est un orientaliste et historien écossais.

## Biographie
Il est né à Argyle Square à Édimbourg, fils de David Erskine, avocat et greffier du Signet, et de sa femme Jean Melvin. Il fréquente le lycée, puis étudie le droit et obtient un doctorat de l'Université d'Édimbourg.
Il se rend à Bombay (aujourd'hui Mumbai) en 1804 où il est Master in equity à la cour du recorder.
En 1809 à Madras (aujourd'hui Chennai), Erskine épouse Maitland Mackintosh (1792-1861), fille de James Mackintosh et de sa première épouse Katherine Stuart. Ils ont quatorze enfants, dont l'un, Frances, épouse le statisticien et fonctionnaire Thomas Farrer, 1er baron Farrer. Une autre fille, Mary, est infirmière en chef à l'hôpital naval de Tarabya pendant la guerre de Crimée et s'est occupée de Florence Nightingale pendant qu'elle se remettait d'une maladie. La belle-sœur d'Erskine, Mary Mackintosh, épouse l'éminent orientaliste Claudius James Rich.
Quatre de ses fils entrent dans la fonction publique indienne, dont Claudius James [Claude] Erskine (1821–1893) et Henry Napier Bruce Erskine (1831–1893).
Erskine écrit principalement sur l'Inde médiévale, et complète la biographie de John Malcolm sur Robert Clive après la mort de Malcolm et traduit le Baburnama, les mémoires de Zehir-Ed-Din Muhammed Babur, empereur de l'Hindoustan.
Il est démis de ses fonctions en 1823 par Sir Edward West (en) après avoir été accusé de détournement de fonds et réside pendant la plupart de ses dernières années à Édimbourg, ainsi qu'à Pau dans le sud-ouest de la France. Il est prévôt de St Andrews, en 1836–1839.
Il est décédé au 28 Regent Terrace sur Calton Hill à Édimbourg. Il est enterré avec sa famille sur la terrasse inférieure sud du cimetière de St John's, à Édimbourg.